# Simona Amânar
Simona „Simi“ Amânar (* 7. Oktober 1979 in Constanța) ist eine ehemalige rumänische Kunstturnerin. Sie ist dreifache Olympiasiegerin, sechsfache Welt- und sechsfache Europameisterin.
Amânar begann in Constanța im Alter von fünf Jahren mit dem Turnen. 1994 half sie mit, bei der Europa- und Weltmeisterschaft die Mannschafts-Titel für Rumänien zu gewinnen. Bei den Turn-Weltmeisterschaften 1995 konnte sie mit der rumänischen Turnriege den Weltmeistertitel verteidigen und wurde außerdem Weltmeisterin im Sprung.
1996 gewann Amânar bei den Weltmeisterschaften hinter ihrer Landsfrau Gina Gogean die Silbermedaille im Sprung. Bei den Europameisterschaften kurz danach gewann sie drei Titel, mit der Mannschaft, im Sprung sowie – punktgleich mit der Russin Swetlana Chorkina und der Ukrainerin Lilija Podkopajewa – am Stufenbarren. Der sportliche Höhepunkt des Jahres waren aber die Olympischen Sommerspiele. In Atlanta wurde Amânar Olympiasiegerin am Pferdsprung. Am Boden gewann sie die Silbermedaille und im Einzelmehrkampf wurde sie Dritte. Mit der rumänischen Mannschaft gewann sie eine weitere Bronzemedaille.
1997 wurde Amânar bei den Turn-Weltmeisterschaften Doppel-Weltmeisterin, am Boden und beim Sprung. Außerdem gewann sie hinter der Russin Swetlana Chorkina Silber im Mehrkampf. Bei den Turn-Europameisterschaften 1998 gewann sie mit der rumänischen Mannschaft Gold. Im Mehrkampf wurde sie wieder hinter der Russin Swetlana Chorkina Zweite. Eine weitere Silbermedaille holte sie wertungsgleich mit ihrer Landsfrau Maria Olaru beim Sprung. Am Boden und am Schwebebalken war sie Dritte.
Bei den Turn-Weltmeisterschaften 1999 wurde Amânar zum vierten Mal in Folge Mannschaftsweltmeisterin (1996 hatte es keine Mannschaftswertung gegeben). Des Weiteren gewann sie Silber am Boden und beim Sprung. 2000 war sie bei den Turn-Europameisterschaften Erste beim Sprung, Zweite am Schwebebalken und Dritte mit der Mannschaft. Bei den Olympischen Sommerspielen in Sydney gewann sie schließlich den Mehrkampf mit der rumänischen Mannschaft sowie im Einzelwettkampf, nachdem ihrer Mannschaftskameradin Andreea Răducan die Mehrkampf-Goldmedaille wegen Doping aberkannt wurde. Eine weitere Bronzemedaille gab es für sie am Boden.
Kurz nach den Spielen von Sydney verkündete sie ihren Rücktritt. Im selben Jahr wurde sie mit dem Treudienst-Orden im Rang eines Kommandeurs ausgezeichnet. 2007 wurde Simona Amânar in die International Gymnastics Hall of Fame aufgenommen. Außerdem ist sie Ehrenbürgerin von Constanța und Timișoara.
Sie heiratete am 9. März 2002 in Timișoara Cosmin Tabără, einen Rechtsanwalt, und ist Mutter von drei Kindern. Heute lebt sie in Timișoara, ist Vizepräsidentin des Rumänischen Turnverbandes und war an der West-Universität Temeswar tätig.